# Sous-secrétaire d'État parlementaire pour le déploiement du vaccin COVID-19
Le sous-secrétaire d'État parlementaire pour le déploiement du vaccin COVID-19 en anglais : Parliamentary Under-Secretary of State for COVID-19 Vaccine Deployment est un poste au département de la Santé et des Affaires sociales du gouvernement du Royaume-Uni. 
Il est actuellement occupé par la députée Maggie Throup qui a pris ses fonctions le 16 septembre 2021. Le bureau a été créé à la suite de la pandémie de COVID-19 au Royaume-Uni.
Le sous-secrétaire d'État est responsable de la vaccination contre le COVID-19 au Royaume-Uni.
Le sous-secrétaire d'État est suivi par le Cabinet fantôme pour le déploiement du vaccin COVID.

## Historique
En février 2021, le ministère annonce que les écoles en Angleterre rouvriraient le 8 mars.

## Liste des sous-secrétaire d'État parlementaire
| Nom | Nom                                         | Portrait | Mandat            | Mandat            | Parti Politique | Premier ministre | Premier ministre |
| --- | ------------------------------------------- | -------- | ----------------- | ----------------- | --------------- | ---------------- | ---------------- |
|     | Nadhim Zahawi député pour Stratford-on-Avon |          | 28 novembre 2020  | 15 septembre 2021 | Conservateur    |                  | Boris Johnson    |
|     | Maggie Throup député pour Erewash           |          | 16 septembre 2021 | en cours          | Conservateur    |                  | Boris Johnson    |